# Seznam památných stromů v okrese Zlín
Toto je seznam památných stromů v okrese Zlín, v němž jsou uvedeny památné stromy na území okresu Zlín.
| Název                                                     | Obrázek                                                   | Umístění                                                    | Druh                                   | Obvod [v cm] | Kód wikidata     | Galerie                                                               | Poznámka |
| --------------------------------------------------------- | --------------------------------------------------------- | ----------------------------------------------------------- | -------------------------------------- | --- | ---------------- | --------------------------------------------------------------------- | --- |
| Hanáčkův dub                                              |                                                           | Březnice 49°10′31″ s. š., 17°39′37″ v. d.                   | dub zimní                              | 430 | 106102 Q26790779 |                                                                       | |
| Hrušeň u Slováčků                                         |                                                           | Březnice 49°10′35″ s. š., 17°40′16″ v. d.                   | hrušeň obecná                          | 298 | 106101 Q26790776 |                                                                       | Na otevřeném prostranství pastvin jihovýchodně od obce Březnice. |
| Oskeruše u Janečků                                        |                                                           | Březnice 49°10′47″ s. š., 17°41′12″ v. d.                   | jeřáb oskeruše                         | 277 | 106440           |                                                                       | Na travnaté ploše u hospodářské usedlosti č. p. 108 v Březnici. |
| Jírovec maďal u kostela ve Fryštáku                       | Jílovec maďal u kostela ve Fryštáku                       | Fryšták 49°17′4″ s. š., 17°41′9″ v. d.                      | jírovec maďal                          | 460 | 101013 Q26786500 | Kategorie „Kaštan (Fryšták)“ na Wikimedia Commons                     | U kostela |
| Lípa u domu čp. 8 v Halenkovicích                         |                                                           | Halenkovice 49°9′54″ s. š., 17°28′20″ v. d.                 | lípa srdčitá                           | 420 | 101014 Q26786502 |                                                                       | Na návsi u domu čp.8 |
| Dub v Hostišové                                           |                                                           | Hostišová 49°15′12″ s. š., 17°35′22″ v. d.                  | dub letní                              | 270 | 105507 Q26790083 |                                                                       | V obci v areálu zámečnické dílny |
| Prajzovská hruška                                         |                                                           | Hostišová 49°15′34″ s. š., 17°33′58″ v. d.                  | hrušeň obecná                          | 410 | 105506 Q26790082 |                                                                       | Na poli v lokalitě Záhumenice |
| Hrušeň na Osmeku                                          |                                                           | Hvozdná 49°15′22″ s. š., 17°45′27″ v. d.                    | hrušeň obecná                          | 246 | 106114 Q26790804 |                                                                       | V okrajové části obce na rozcestí při výjezdu na Slušovice |
| Lípy u kostela v Jasenné                                  |                                                           | Jasenná na Moravě 49°15′3″ s. š., 17°53′39″ v. d.           | lípa velkolistá (1) lípa malolistá (2) | & Chyba ve výrazu: Neočekávaný operátor / Chyba ve výrazu: Neočekávaný operátor / Chyba ve výrazu: Neočekávaný operátor / Chyba ve výrazu: Neočekávaný operátor / Chyba ve výrazu: Neočekávaný operátor / Chyba ve výrazu: Neočekávaný operátor / Chyba ve výrazu: Neočekávaný operátor / Chyba ve výrazu: Neočekávaný operátor / Chyba ve výrazu: Neočekávaný operátor / Chyba ve výrazu: Neočekávaný operátor / Chyba ve výrazu: Neočekávaný operátor / Chyba ve výrazu: Neočekávaný operátor / Chyba ve výrazu: Neočekávaný operátor / Chyba ve výrazu: Neočekávaný operátor / Chyba ve výrazu: Neočekávaný operátor / -1.0000-0 | 100980 Q26783395 |                                                                       | Před vchodem do kostela a v korytě potoka Jasénka |
| Lípa u kaple v Kaňovicích                                 |                                                           | Kaňovice u Luhačovic 49°6′31″ s. š., 17°41′56″ v. d.        | lípa srdčitá                           | 525 | 105459 Q26790046 |                                                                       | V obci u kaple |
| Dub u Komárova                                            |                                                           | Komárov u Napajedel 49°9′18″ s. š., 17°34′41″ v. d.         | dub letní                              | 435 | 101005 Q26786477 |                                                                       | Na okraji lesa, v nejvyšším místě severovýchdně nad obcí |
| Dub na Kudlovských pasekách                               |                                                           | Kudlov 49°11′9″ s. š., 17°41′52″ v. d.                      | dub zimní                              | 420 | 101004 Q26786473 |                                                                       | Na návrší Na Pinduli, v městské části Kudlovské paseky u čp. 57 poblíž silnice ze Zlína na Březůvky |
| Duby na Nivách                                            |                                                           | Kvítkovice u Otrokovic 49°11′43″ s. š., 17°32′34″ v. d.     | dub letní                              | & Chyba ve výrazu: Neočekávaný operátor / Chyba ve výrazu: Neočekávaný operátor / Chyba ve výrazu: Neočekávaný operátor / Chyba ve výrazu: Neočekávaný operátor / Chyba ve výrazu: Neočekávaný operátor / Chyba ve výrazu: Neočekávaný operátor / Chyba ve výrazu: Neočekávaný operátor / Chyba ve výrazu: Neočekávaný operátor / Chyba ve výrazu: Neočekávaný operátor / Chyba ve výrazu: Neočekávaný operátor / Chyba ve výrazu: Neočekávaný operátor / Chyba ve výrazu: Neočekávaný operátor / Chyba ve výrazu: Neočekávaný operátor / Chyba ve výrazu: Neočekávaný operátor / Chyba ve výrazu: Neočekávaný operátor / -1.0000-0 | 105209 Q26783374 |                                                                       | Na konci řadové zástavby v Kvítkovicích na Nivách, cca 16 m od sebe; jeden dub u chodníku spojující místní část Otrokovic-Kvítkovic, Novy s ul. Bří Mrštíků, druhý dub v soukromé zahradě u čp. 1499                |
| Lípa u kamenného kříže                                    |                                                           | Kvítkovice u Otrokovic 49°11′56″ s. š., 17°32′59″ v. d.     | lípa velkolistá                        | 248 | 101015 Q26786507 |                                                                       | Po levé straně silnice Kvítkovice-Malenovice, u kamenného kříže z r. 1761; dříve ve skupině dvou lip, z nichž jedna byla odstraněna z důvodů velmi nepříznivého zdravotního stavu – zrušovací rozhodnutí nedoručeno |
| Kalitův dub                                               |                                                           | Lipina 49°7′56″ s. š., 17°59′10″ v. d.                      | dub letní                              | 495 | 100991 Q26786439 |                                                                       | Poblíž středu obce, na hranici mezi čp. 57 a 3 |
| Lípa Jaruška v Lipině                                     |                                                           | Lipina 49°7′51″ s. š., 17°59′3″ v. d.                       | lípa velkolistá                        | 310 | 105154 Q26789704 |                                                                       | V zahradě za hospodářským objektem nedaleko středu obce Lipina, poblíž místní komunikace |
| Čtyřbuk u Slavičína                                       |                                                           | Lipová u Slavičína 49°6′22″ s. š., 17°53′36″ v. d.          | buk lesní                              | 428 | 105383 Q26789829 |                                                                       | V lesním porostu na pasece |
| Dub nad hostincem v Loukách                               | Dub nad hostincem v Loukách                               | Louky nad Dřevnicí 49°13′12″ s. š., 17°36′47″ v. d.         | dub zimní                              | 280 | 101000 Q26786465 |                                                                       | Na jižním svahu nad hostincem v místní části města Zlína v Loukách |
| Břek na ovčírně †                                         |                                                           | Lukov u Zlína 49°17′53″ s. š., 17°44′8″ v. d.               | jeřáb břek                             | 180 | 105513 Q26790091 | Kategorie „Břek na ovčírně“ na Wikimedia Commons                      | V blízkosti místní komunikace nedaleko sochy sv. Jana Nepomuckého. Ochrana zrušena 7. července 2022 |
| Lípa u staré pošty                                        |                                                           | Lukov u Zlína 49°17′23″ s. š., 17°43′42″ v. d.              | lípa srdčitá                           | 400 | 105514 Q26790092 |                                                                       | V ulici Padělky v zahradě u čp. 95 |
| Lípy na střelnici †                                       |                                                           | Lukov u Zlína                                               | lípa srdčitá                           | & Chyba ve výrazu: Neočekávaný operátor / Chyba ve výrazu: Neočekávaný operátor / Chyba ve výrazu: Neočekávaný operátor / Chyba ve výrazu: Neočekávaný operátor / Chyba ve výrazu: Neočekávaný operátor / Chyba ve výrazu: Neočekávaný operátor / Chyba ve výrazu: Neočekávaný operátor / Chyba ve výrazu: Neočekávaný operátor / Chyba ve výrazu: Neočekávaný operátor / Chyba ve výrazu: Neočekávaný operátor / Chyba ve výrazu: Neočekávaný operátor / Chyba ve výrazu: Neočekávaný operátor / Chyba ve výrazu: Neočekávaný operátor / Chyba ve výrazu: Neočekávaný operátor / Chyba ve výrazu: Neočekávaný operátor / -1.0000-0 | 100983           |                                                                       | okraj lesa |
| Lípy u Jána                                               |                                                           | Lukov u Zlína 49°17′54″ s. š., 17°44′9″ v. d.               | lípa srdčitá                           | & Chyba ve výrazu: Neočekávaný operátor / Chyba ve výrazu: Neočekávaný operátor / Chyba ve výrazu: Neočekávaný operátor / Chyba ve výrazu: Neočekávaný operátor / Chyba ve výrazu: Neočekávaný operátor / Chyba ve výrazu: Neočekávaný operátor / Chyba ve výrazu: Neočekávaný operátor / Chyba ve výrazu: Neočekávaný operátor / Chyba ve výrazu: Neočekávaný operátor / Chyba ve výrazu: Neočekávaný operátor / Chyba ve výrazu: Neočekávaný operátor / Chyba ve výrazu: Neočekávaný operátor / Chyba ve výrazu: Neočekávaný operátor / Chyba ve výrazu: Neočekávaný operátor / Chyba ve výrazu: Neočekávaný operátor / -1.0000-0 | 100984 Q26783409 |                                                                       | Na okraji lesa |
| Borovice u Bezedníku                                      |                                                           | Lukov u Zlína 49°17′59″ s. š., 17°43′30″ v. d.              | borovice lesní                         | 285 | 105761 Q26790332 |                                                                       | V lesním porostu nedaleko rybníka Bezedník |
| Buk u hradu Lukova †                                      |                                                           | Lukov u Zlína 49°18′13″ s. š., 17°44′26″ v. d.              | buk lesní                              | 415 | 105721 Q26790260 |                                                                       | V prudkém svahu cca 15-20 m severovýchodně pod hradbami hradu Lukova. Ochrana zrušena v roce 2022. |
| Valdštejnův dub na Lukově                                 | Valdštejnův dub (Lukov)                                   | Lukov u Zlína 49°18′10″ s. š., 17°44′24″ v. d.              | dub zimní                              | 525 | 105541 Q11871876 |                                                                       | V lesním porostu jižně od hradu Lukov |
| Hrušeň v Novákově zahradě                                 | Hrušeň v Novákově zahradě                                 | Lukoveček 49°17′56″ s. š., 17°40′13″ v. d.                  | hrušeň obecná                          | 305 | 106105 Q26790784 |                                                                       | Na otevřeném prostranství pastvin těsně za jihozápadním okrajem zastavěného území obce |
| Jilm u hájenky                                            |                                                           | Lukoveček 49°20′27″ s. š., 17°41′17″ v. d.                  | jilm horský                            | 460 | 100850 Q26786102 |                                                                       | V Rusavském údolí, u silnice pod bývalou myslivnou |
| Dub na Nové ulici                                         | Dub na Nové ulici                                         | Malenovice u Zlína 49°12′32″ s. š., 17°36′25″ v. d.         | dub letní                              | 430 | 100993 Q26786447 | Kategorie „Dub na Nové ulici“ na Wikimedia Commons                    | Na křižovatce ulic Nová a Havlíčkova, u božích muk v místní části Malenovice |
| Hruška na Pasíčkách                                       |                                                           | Malenovice u Zlína 49°11′56″ s. š., 17°36′18″ v. d.         | hrušeň obecná                          | 180 | 100996 Q26786453 |                                                                       | V jižní části obce, v zahrádkářské osadě Pasíčka |
| Lípa na Malenovickém náměstí                              | Lípa na Malenovickém náměstí                              | Malenovice u Zlína 49°12′18″ s. š., 17°35′42″ v. d.         | lípa malolistá                         | 270 | 100992 Q26786443 | Kategorie „Masarykova lípa svobody (Malenovice)“ na Wikimedia Commons | Na Malenovickém náměstí, nad kostelem |
| Lípa u Malenovického hřbitova                             | Lípa u Malenovického hřbitova                             | Malenovice u Zlína 49°12′8″ s. š., 17°34′28″ v. d.          | lípa malolistá                         | 340 | 100997 Q26786455 |                                                                       | Na západním okraji obce, před místním hřbitovem |
| Lípa u křížku †                                           |                                                           | Napajedla 49°11′2″ s. š., 17°31′35″ v. d.                   | lípa srdčitá                           | 360 | 101007 Q26786482 |                                                                       | Cca 300 m severně od Napajedel, u silnice směr Otrokovice-Kvítkovice. Ochrana zrušena 28. března 2025 |
| Lípa u školy †                                            | Lípa u školy                                              | Napajedla 49°10′22″ s. š., 17°30′57″ v. d.                  | lípa srdčitá                           | 330 | 101006 Q26786479 |                                                                       | V areálu II. základní školy v Napajedlích. Ochrana památného stromu byla zrušena 18. listopadu 2019. |
| Návojský dub                                              | Návojský dub                                              | Návojná 49°6′13″ s. š., 18°2′47″ v. d.                      | dub letní                              | 441 | 100989 Q26786421 |                                                                       | V obci u silnice směrem na Brumov |
| Dub na Paseckých Lazech                                   |                                                           | Nedašova Lhota 49°8′3″ s. š., 18°5′53″ v. d.                | dub letní                              | 507 | 105382 Q26789828 |                                                                       | Na pastvině za obcí na okraji lesní cesty |
| Karlův dub                                                |                                                           | Nedašova Lhota 49°7′49″ s. š., 18°5′33″ v. d.               | dub letní                              | 488 | 105381 Q26789827 |                                                                       | Na pastvině severně za obcí |
| Dub na ulici K. Čapka                                     | Dub na ulici K. Čapka                                     | Otrokovice 49°12′33″ s. š., 17°30′38″ v. d.                 | dub letní                              | 436 | 105207 Q26789727 |                                                                       | V městské části Baťov, cca 25 m severovýchodně od budovy Technických služeb Otrokovice, pod úrovní ochranného protipovodňového valu, v blízkosti tzv. Svitovských zahrádek                                          |
| Duby na městském koupališti                               | Duby na městském koupališti                               | Otrokovice 49°13′10″ s. š., 17°30′29″ v. d.                 | dub letní                              | & Chyba ve výrazu: Neočekávaný operátor / Chyba ve výrazu: Neočekávaný operátor / Chyba ve výrazu: Neočekávaný operátor / Chyba ve výrazu: Neočekávaný operátor / Chyba ve výrazu: Neočekávaný operátor / Chyba ve výrazu: Neočekávaný operátor / Chyba ve výrazu: Neočekávaný operátor / Chyba ve výrazu: Neočekávaný operátor / Chyba ve výrazu: Neočekávaný operátor / Chyba ve výrazu: Neočekávaný operátor / Chyba ve výrazu: Neočekávaný operátor / Chyba ve výrazu: Neočekávaný operátor / Chyba ve výrazu: Neočekávaný operátor / Chyba ve výrazu: Neočekávaný operátor / Chyba ve výrazu: Neočekávaný operátor / -1.0000-0 | 105208 Q26783371 |                                                                       | V areálu městského koupaliště, v městské části Baťov; obvod kmenů 393 cm, 426 cm |
| Lípa na Podkopné                                          |                                                           | Podkopná Lhota 49°18′8″ s. š., 17°49′2″ v. d.               | lípa velkolistá                        | 505 | 106516           |                                                                       | Okraj polní cesty v místní chatové oblasti u chaty ev. č. 80. |
| CHPV – 10 lípy u kapličky v Poteči                        | Lípy okolo kaple svatých Cyrila a Metoděje                | Poteč 49°8′54″ s. š., 18°1′23″ v. d.                        | lípa srdčitá                           | & Chyba ve výrazu: Neočekávaný operátor / Chyba ve výrazu: Neočekávaný operátor / Chyba ve výrazu: Neočekávaný operátor / Chyba ve výrazu: Neočekávaný operátor / Chyba ve výrazu: Neočekávaný operátor / Chyba ve výrazu: Neočekávaný operátor / Chyba ve výrazu: Neočekávaný operátor / Chyba ve výrazu: Neočekávaný operátor / Chyba ve výrazu: Neočekávaný operátor / Chyba ve výrazu: Neočekávaný operátor / Chyba ve výrazu: Neočekávaný operátor / Chyba ve výrazu: Neočekávaný operátor / Chyba ve výrazu: Neočekávaný operátor / Chyba ve výrazu: Neočekávaný operátor / Chyba ve výrazu: Neočekávaný operátor / -1.0000-0 | 101020 Q26783384 |                                                                       | Jihozápadně od obce u kapličky sv. Cyrila a Metoděje, při silnici Poteč-Valašské Klobouky |
| Jedle u Baribala                                          | Jedle u Baribala                                          | Poteč 49°8′48″ s. š., 18°4′36″ v. d.                        | jedle bělokorá                         | & Chyba ve výrazu: Neočekávaný operátor / Chyba ve výrazu: Neočekávaný operátor / Chyba ve výrazu: Neočekávaný operátor / Chyba ve výrazu: Neočekávaný operátor / Chyba ve výrazu: Neočekávaný operátor / Chyba ve výrazu: Neočekávaný operátor / Chyba ve výrazu: Neočekávaný operátor / Chyba ve výrazu: Neočekávaný operátor / Chyba ve výrazu: Neočekávaný operátor / Chyba ve výrazu: Neočekávaný operátor / Chyba ve výrazu: Neočekávaný operátor / Chyba ve výrazu: Neočekávaný operátor / Chyba ve výrazu: Neočekávaný operátor / Chyba ve výrazu: Neočekávaný operátor / Chyba ve výrazu: Neočekávaný operátor / -1.0000-0 | 105106 Q26783388 | Kategorie „Jedle u Baribala“ na Wikimedia Commons                     | Na hřebeni Královce okraj CHKO Bílé Karpaty; obvod kmene: 261 cm, 192 cm, 178 cm; výška 24 m |
| Lípa na Malenisku                                         | Lípa na Malenisku                                         | Provodov na Moravě 49°9′4″ s. š., 17°44′52″ v. d.           | lípa srdčitá                           | 410 | 105505 Q26790079 |                                                                       | Vedle příjezdové cesty ke kostelu Panny Marie Sněžné v poslední zatáčce cca 65 m severně od kostela |
| Lípy v Prštném †                                          |                                                           | Prštné                                                      | lípa srdčitá                           | & Chyba ve výrazu: Neočekávaný operátor / Chyba ve výrazu: Neočekávaný operátor / Chyba ve výrazu: Neočekávaný operátor / Chyba ve výrazu: Neočekávaný operátor / Chyba ve výrazu: Neočekávaný operátor / Chyba ve výrazu: Neočekávaný operátor / Chyba ve výrazu: Neočekávaný operátor / Chyba ve výrazu: Neočekávaný operátor / Chyba ve výrazu: Neočekávaný operátor / Chyba ve výrazu: Neočekávaný operátor / Chyba ve výrazu: Neočekávaný operátor / Chyba ve výrazu: Neočekávaný operátor / Chyba ve výrazu: Neočekávaný operátor / Chyba ve výrazu: Neočekávaný operátor / Chyba ve výrazu: Neočekávaný operátor / -1.0000-0 | 100986           |                                                                       | Na dvoře rodinného domku čp. 33 |
| Moruše – ul. Karoliny Světlé                              |                                                           | Prštné 49°13′5″ s. š., 17°38′6″ v. d.                       | morušovník černý                       | 220 | 100994 Q26786451 |                                                                       | Na křižovatce silnice I/49 a ulice K. Světlé, proti pekárnám |
| Oskeruše na Štákových Pasekách                            |                                                           | Přítluky 49°14′33″ s. š., 17°42′59″ v. d.                   | jeřáb oskeruše                         | 220 | 106103 Q26790781 |                                                                       | v lánu orné půdy za zlínskou místní částí Příluky |
| Lípa u kaple sv. Antonína                                 |                                                           | Příluky u Zlína 49°14′11″ s. š., 17°42′48″ v. d.            | lípa malolistá                         | 240 | 100999 Q26786461 |                                                                       | Na návrší severně od obce, u kaple sv. Antonína |
| Lípa u Boží muky                                          | Lípa u Boží muky                                          | Rokytnice u Slavičína 49°4′ s. š., 17°55′8″ v. d.           | lípa velkolistá                        | 433 | 100987 Q26786415 |                                                                       | V centru obce nedaleko obecního úřadu, u kapličky |
| Mikeštíkova hruška †                                      |                                                           | Salaš u Zlína 49°10′29″ s. š., 17°37′43″ v. d.              | hrušeň obecná                          | 340 | 105515 Q26790093 |                                                                       | Přibližně 100 m jihovýchodně od místního hřbitova. Ochrana zrušena 27.03.2024. |
| Oskeruše na Salaši                                        |                                                           | Salaš u Zlína 49°10′36″ s. š., 17°37′18″ v. d.              | jeřáb oskeruše                         | 285 | 101002 Q26786466 |                                                                       | V zahradě u čp.16, poblíž hlavní komunikace na Bohuslavice |
| Dub na výletišti v Sazovicích                             |                                                           | Sazovice 49°14′9″ s. š., 17°34′12″ v. d.                    | dub letní                              | 405 | 106514           |                                                                       | Na travnaté ploše ve sportovním a kulturním areálu obce. |
| Hrušeň ve Slopném                                         |                                                           | Slopné 49°9′34″ s. š., 17°51′11″ v. d.                      | hrušeň obecná                          | ? | 106443           |                                                                       | V loukách severovýchodně nad obcí Slopné. |
| CHPV – Jalovec v k.ú. Slopné †                            |                                                           | Slopné 49°9′39″ s. š., 17°50′39″ v. d.                      | jalovec obecný                         | 75 | 101017 Q26786511 |                                                                       | Na severním okraji obce u čp. 39. Strom se dne 23. prosince 2023 vyvrátil pod tíhou velkého množství sněhu. Ochrana zrušena 29. května 2024.                                                                        |
| Dub letní u Holíků                                        | Dub u Holíků                                              | Slušovice 49°14′54″ s. š., 17°48′47″ v. d.                  | dub letní                              | ? | 100982 Q26786409 |                                                                       | V zahradě a na okraji městské účelové komunikace |
| Lípa v Šanově                                             | Lípa v Šanově                                             | Šanov 49°2′47″ s. š., 17°53′53″ v. d.                       | lípa velkolistá                        | 519 | 100988 Q26786417 |                                                                       | Na pravém břehu potoka Rokyténka v centru obce Šanov nedaleko obecního úřadu |
| Štípa u kostela                                           |                                                           | Štípa 49°15′46″ s. š., 17°42′57″ v. d.                      | jeřáb břek (1) lípa malolistá (4)      | & Chyba ve výrazu: Neočekávaný operátor / Chyba ve výrazu: Neočekávaný operátor / Chyba ve výrazu: Neočekávaný operátor / Chyba ve výrazu: Neočekávaný operátor / Chyba ve výrazu: Neočekávaný operátor / Chyba ve výrazu: Neočekávaný operátor / Chyba ve výrazu: Neočekávaný operátor / Chyba ve výrazu: Neočekávaný operátor / Chyba ve výrazu: Neočekávaný operátor / Chyba ve výrazu: Neočekávaný operátor / Chyba ve výrazu: Neočekávaný operátor / Chyba ve výrazu: Neočekávaný operátor / Chyba ve výrazu: Neočekávaný operátor / Chyba ve výrazu: Neočekávaný operátor / Chyba ve výrazu: Neočekávaný operátor / -1.0000-0 | 101001 Q26783403 |                                                                       | Kolem kostela Narození Panny Marie ve Štípě, v r. 2008 zrušena ochrana 1 stromu |
| Ondrova lípa II                                           |                                                           | Študlov 49°9′35″ s. š., 18°5′0″ v. d.                       | lípa malolistá                         | 383 | 100032 Q26783496 | Kategorie „Ondrova lípa II“ na Wikimedia Commons                      | V obci u čp. 148. |
| Radošínská lípa                                           |                                                           | Študlov 49°8′29″ s. š., 18°6′3″ v. d.                       | lípa velkolistá                        | 540 | 104608 Q26789278 |                                                                       | U samoty Radošín jižně od Študlova. |
| Študlovská lípa                                           |                                                           | Študlov 49°9′35″ s. š., 18°5′3″ v. d.                       | lípa velkolistá                        | 667 | 100066 Q26783557 | Kategorie „Študlovská lípa“ na Wikimedia Commons                      | Doupný strom v obci při hlavní silnici naproti čp. 137. |
| 3 lípy u hřbitova a kostela v Újezdě u Valašských Klobouk | 3 lípy u hřbitova a kostela v Újezdě u Valašských Klobouk | Újezd u Valašských Klobouk 49°10′13″ s. š., 17°54′29″ v. d. | lípa velkolistá (1) lípa malolistá (2) | & Chyba ve výrazu: Neočekávaný operátor / Chyba ve výrazu: Neočekávaný operátor / Chyba ve výrazu: Neočekávaný operátor / Chyba ve výrazu: Neočekávaný operátor / Chyba ve výrazu: Neočekávaný operátor / Chyba ve výrazu: Neočekávaný operátor / Chyba ve výrazu: Neočekávaný operátor / Chyba ve výrazu: Neočekávaný operátor / Chyba ve výrazu: Neočekávaný operátor / Chyba ve výrazu: Neočekávaný operátor / Chyba ve výrazu: Neočekávaný operátor / Chyba ve výrazu: Neočekávaný operátor / Chyba ve výrazu: Neočekávaný operátor / Chyba ve výrazu: Neočekávaný operátor / Chyba ve výrazu: Neočekávaný operátor / -1.0000-0 | 101018 Q26783382 |                                                                       | Ve skupině stromů u hřbitova, v blízkosti kopce Hradištěk; v minulosti zde stála tvrz |
| 3 lípy u kostela                                          | 4 lípy u kostela                                          | Valašské Klobouky 49°8′29″ s. š., 18°0′20″ v. d.            | lípa velkolistá (2) lípa malolistá (2) | & Chyba ve výrazu: Neočekávaný operátor / Chyba ve výrazu: Neočekávaný operátor / Chyba ve výrazu: Neočekávaný operátor / Chyba ve výrazu: Neočekávaný operátor / Chyba ve výrazu: Neočekávaný operátor / Chyba ve výrazu: Neočekávaný operátor / Chyba ve výrazu: Neočekávaný operátor / Chyba ve výrazu: Neočekávaný operátor / Chyba ve výrazu: Neočekávaný operátor / Chyba ve výrazu: Neočekávaný operátor / Chyba ve výrazu: Neočekávaný operátor / Chyba ve výrazu: Neočekávaný operátor / Chyba ve výrazu: Neočekávaný operátor / Chyba ve výrazu: Neočekávaný operátor / Chyba ve výrazu: Neočekávaný operátor / -1.0000-0 | 101019 Q26783377 | Kategorie „4 lípy u kostela“ na Wikimedia Commons                     | Na jižní straně kostela, vysazeny v r. 1806 . Původně 4, jedna byla odstraněna. |
| Pechancův dub                                             |                                                           | Valašské Klobouky 49°7′35″ s. š., 18°0′22″ v. d.            | dub zimní                              | 405 | 100990 Q26786432 |                                                                       | Na okraji lesa, poblíž sjezdové trasy na Pechancových loukách |
| Kalendův dub                                              |                                                           | Vizovice 49°13′52″ s. š., 17°52′29″ v. d.                   | dub zimní                              | 338 | 101010 Q26786493 |                                                                       | V lesním porostu v údolí menšího přítoku potoka Lutoninky |
| Růžová lípa                                               |                                                           | Vizovice 49°13′15″ s. š., 17°51′20″ v. d.                   | lípa velkolistá                        | 444 | 101009 Q26786489 |                                                                       | V centru města, v ulici Růžová |
| 10 lip u Vizovického šenku                                |                                                           | Vizovice 49°12′28″ s. š., 17°50′54″ v. d.                   | lípa velkolistá (2) lípa malolistá (8) | & Chyba ve výrazu: Neočekávaný operátor / Chyba ve výrazu: Neočekávaný operátor / Chyba ve výrazu: Neočekávaný operátor / Chyba ve výrazu: Neočekávaný operátor / Chyba ve výrazu: Neočekávaný operátor / Chyba ve výrazu: Neočekávaný operátor / Chyba ve výrazu: Neočekávaný operátor / Chyba ve výrazu: Neočekávaný operátor / Chyba ve výrazu: Neočekávaný operátor / Chyba ve výrazu: Neočekávaný operátor / Chyba ve výrazu: Neočekávaný operátor / Chyba ve výrazu: Neočekávaný operátor / Chyba ve výrazu: Neočekávaný operátor / Chyba ve výrazu: Neočekávaný operátor / Chyba ve výrazu: Neočekávaný operátor / -1.0000-0 | 101016 Q26783391 |                                                                       | U restaurace Vizovický šenk |
| Polní hrušeň                                              |                                                           | Vizovice 49°13′16″ s. š., 17°51′55″ v. d.                   | hrušeň obecná                          | 322 | 101008 Q26786486 |                                                                       | a severovýchod od města, na okraji polní cesty mimo městskou zástavbu |
| Lípa u Dvora                                              |                                                           | Vlachovice 49°7′23″ s. š., 17°56′21″ v. d.                  | lípa velkolistá                        | 480 | 104719 Q26789352 |                                                                       | Před budovou bývalého panského dvora v obci Vlachovice |
| Dub na Včelínku                                           |                                                           | Vlčková 49°18′45″ s. š., 17°45′21″ v. d.                    | dub letní                              | 248 | 105508 Q26790085 |                                                                       | V obci v blízkosti nádrže |
| Lípa u Luže †                                             |                                                           | Vlčková 49°18′25″ s. š., 17°46′4″ v. d.                     | lípa velkolistá                        | & Chyba ve výrazu: Neočekávaný operátor / Chyba ve výrazu: Neočekávaný operátor / Chyba ve výrazu: Neočekávaný operátor / Chyba ve výrazu: Neočekávaný operátor / Chyba ve výrazu: Neočekávaný operátor / Chyba ve výrazu: Neočekávaný operátor / Chyba ve výrazu: Neočekávaný operátor / Chyba ve výrazu: Neočekávaný operátor / Chyba ve výrazu: Neočekávaný operátor / Chyba ve výrazu: Neočekávaný operátor / Chyba ve výrazu: Neočekávaný operátor / Chyba ve výrazu: Neočekávaný operátor / Chyba ve výrazu: Neočekávaný operátor / Chyba ve výrazu: Neočekávaný operátor / Chyba ve výrazu: Neočekávaný operátor / -1.0000-0 | 105509 Q26790086 |                                                                       | Ochrana stromu zrušen 29.07.2022 |
| Holíkova oskeruše 1                                       |                                                           | Zádveřice 49°12′ s. š., 17°48′16″ v. d.                     | jeřáb oskeruše                         | 305 | 105441 Q26790037 |                                                                       | V zahradě u p. 142 |
| Štefkova oskeruše                                         |                                                           | Zádveřice 49°12′4″ s. š., 17°48′34″ v. d.                   | jeřáb oskeruše                         | 420 | 100981 Q26786407 |                                                                       | Na okraji polní cesty a louky poblíž usedlosti čp. 262 v Zádveřicích Rakové |
| Jilm vaz – ul. Lorencova                                  |                                                           | Zlín 49°13′36″ s. š., 17°40′22″ v. d.                       | jilm vaz                               | & Chyba ve výrazu: Neočekávaný operátor / Chyba ve výrazu: Neočekávaný operátor / Chyba ve výrazu: Neočekávaný operátor / Chyba ve výrazu: Neočekávaný operátor / Chyba ve výrazu: Neočekávaný operátor / Chyba ve výrazu: Neočekávaný operátor / Chyba ve výrazu: Neočekávaný operátor / Chyba ve výrazu: Neočekávaný operátor / Chyba ve výrazu: Neočekávaný operátor / Chyba ve výrazu: Neočekávaný operátor / Chyba ve výrazu: Neočekávaný operátor / Chyba ve výrazu: Neočekávaný operátor / Chyba ve výrazu: Neočekávaný operátor / Chyba ve výrazu: Neočekávaný operátor / Chyba ve výrazu: Neočekávaný operátor / -1.0000-0 | 100995 Q26783399 |                                                                       | V centru Zlína |
| Lípa na ul. Sokolská                                      |                                                           | Zlín 49°13′56″ s. š., 17°40′31″ v. d.                       | lípa malolistá                         | 360 | 100998 Q26786459 |                                                                       | V zahradě přiléhající k areálu zlínské sokolovny |
| Oskeruše ve Zlíně                                         |                                                           | Zlín 49°13′58″ s. š., 17°40′19″ v. d.                       | jeřáb oskeruše                         | 280 | 100985 Q26786413 |                                                                       | V ulici Na výsluní, v zahradě ve svahu |
| Pasecký dub                                               |                                                           | Zlín 49°14′49″ s. š., 17°40′3″ v. d.                        | dub zimní                              | 390 | 105622 Q26790193 |                                                                       | Na okraji lesního porostu v lokalitě Zlínské paseky |
| Hašpicova lípa                                            |                                                           | Želechovice nad Dřevnicí 49°11′27″ s. š., 17°44′5″ v. d.    | lípa srdčitá                           | 346 | 105510 Q26790088 |                                                                       | V obci u čp. 129 |
| Lípa u mlýna                                              |                                                           | Želechovice nad Dřevnicí 49°13′11″ s. š., 17°44′46″ v. d.   | lípa srdčitá                           | 350 | 105511 Q26790090 |                                                                       | U bývalého mlýnského náhonu |
| Lípy u kostela                                            |                                                           | Želechovice nad Dřevnicí 49°13′ s. š., 17°44′54″ v. d.      | lípa srdčitá                           | & Chyba ve výrazu: Neočekávaný operátor / Chyba ve výrazu: Neočekávaný operátor / Chyba ve výrazu: Neočekávaný operátor / Chyba ve výrazu: Neočekávaný operátor / Chyba ve výrazu: Neočekávaný operátor / Chyba ve výrazu: Neočekávaný operátor / Chyba ve výrazu: Neočekávaný operátor / Chyba ve výrazu: Neočekávaný operátor / Chyba ve výrazu: Neočekávaný operátor / Chyba ve výrazu: Neočekávaný operátor / Chyba ve výrazu: Neočekávaný operátor / Chyba ve výrazu: Neočekávaný operátor / Chyba ve výrazu: Neočekávaný operátor / Chyba ve výrazu: Neočekávaný operátor / Chyba ve výrazu: Neočekávaný operátor / -1.0000-0 | 105512 Q26783405 |                                                                       | V obci u kostela svatého Petra a Pavla |
| Lípa u Sokolovny                                          | Lípa u Sokolovny                                          | Želechovice nad Dřevnicí 49°13′ s. š., 17°44′59″ v. d.      | lípa velkolistá                        | 460 | 101003 Q26786471 |                                                                       | Poblíž kostela v místní části Zlína Želechovicích, proti sokolovně |
| Vidovský dub                                              |                                                           | Želechovice nad Dřevnicí 49°11′13″ s. š., 17°44′16″ v. d.   | dub zimní                              | 355 | 105447 Q26790041 |                                                                       | V jižní části obce vedle lesní cesty nad místní hájenkou na okraji lesního porostu |
| Lípa u kapličky ve Žlutavě                                | Lípa u kapličky ve Žlutavě                                | Žlutava 49°12′7″ s. š., 17°29′2″ v. d.                      | lípa srdčitá                           | 300 | 101012 Q26786497 | Kategorie „Lípa u kapličky ve Žlutavě“ na Wikimedia Commons           | U kapličky, u domu čp. 250 |